# Cyclohexanone
La cyclohexanone est un composé organique de formule brute C6H10O. La molécule est formée d'un cycle à six carbones ainsi que d'une fonction cétone. Elle se présente sous la forme d'un liquide huileux incolore dont l'odeur est caractéristique. Cependant, elle peut présenter des teintes jaunâtres dues à son oxydation. Des millions de tonnes sont produites industriellement chaque année, notamment pour servir de précurseur au nylon par le biais de l'acide adipique. 

## Production
La cyclohexanone est produite par oxydation du cyclohexane dans l'air le plus souvent en présence de cobalt en quantité catalytique. 
Cette réaction forme un mélange de cyclohexanol et de cyclohexanone notamment utilisé lors de la synthèse de l'acide adipique. Cette oxydation implique des radicaux libres et un passage par un intermédiaire réactionnel hydroperoxyde.
Une autre voie de synthèse consiste en l'hydrogénation partielle du phénol.

## Utilisations
Près de la moitié de la cyclohexanone produit industriellement est transformée en acide adipique, l'un des précurseurs du nylon 6,6 tandis que l'autre moitié est convertie en son oxime qui fournit le caprolactame, précurseur du nylon 6, lors d'un réarrangement de Beckmann.

## Précautions
La cyclohexanone est inflammable, nocive par inhalation. Tout contact avec les yeux est à éviter.